# Orozko
Orozko är en kommun i Spanien. Den ligger i Biscayaprovinsen i den autonoma regionen Baskien i norra delen av landet, 300 km norr om huvudstaden Madrid. Antalet invånare är 2 666 (2024). Arean är 102,27 kvadratkilometer. Orozko gränsar till Zuia, Amurrio, Aiara / Ayala, Laudio, Arakaldo, Arrankudiaga, Zeberio, Artea, Areatza och Zeanuri. 